# Pic Telescope
Le pic Telescope, en anglais Telescope Peak, est le plus haut sommet du parc national de la vallée de la Mort, en Californie. D'une altitude de 3 367 mètres, il est le point culminant du chaînon Panamint, dans le comté d'Inyo.

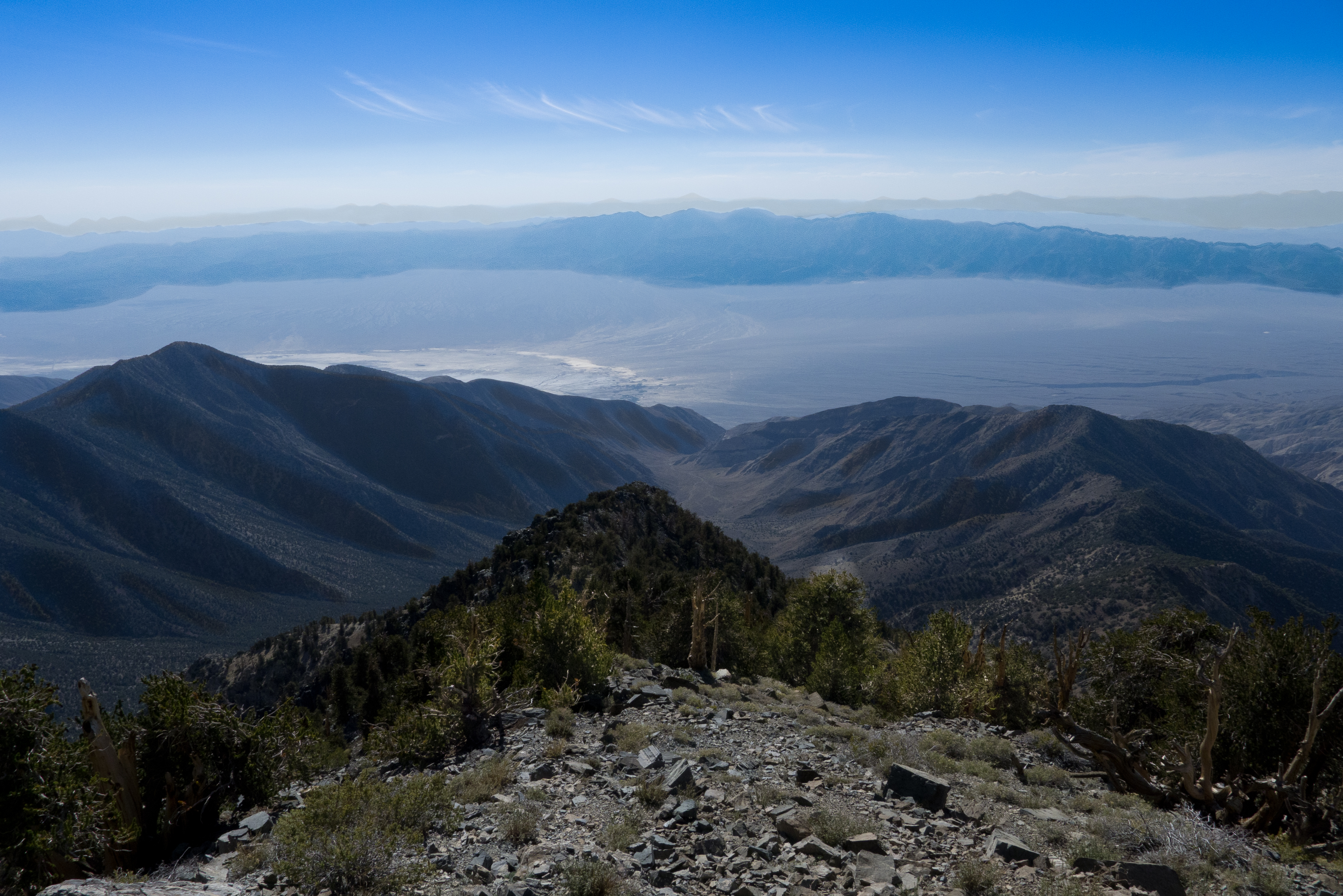
Vue depuis le pic Telescope.